# PM M1910

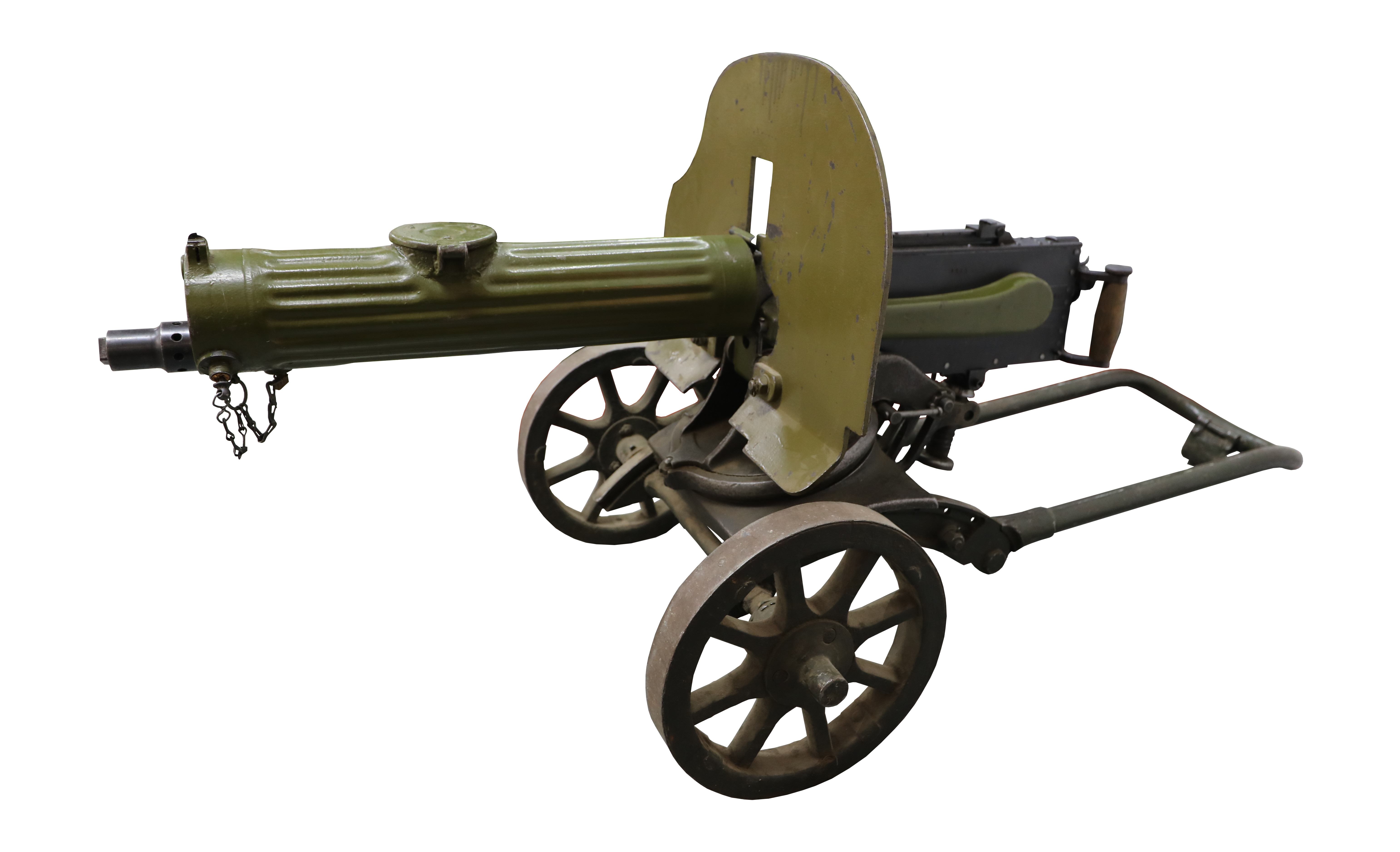
7,62 mm PM M1910 på fältlavett.

PM M1910 var en rysk vattenkyld kulspruta av kaliber 7,62 mm, använd bland annat under första och andra världskrigen.
Kulsprutan byggde på Hiram Maxims kulspruta från 1885 och på den äldre varianten PM M1905 som tagits i produktion redan under rysk-japanska kriget. PM M1910 som utvecklades 1910 matades med ammunitionsband om 250 skott, hade en eldhastighet på 500-600 skott/minuten och en utgångshastighet av 860 m/sekunden. Kulsprutan var 1,1 meter lång varav pipan 72 och vägde med den plåtsköld som var monterad på lavetten 72 kilo. Lavetten var monterad på hjul för att kunna förflyttas, vintertid kunde kulsprutan förflyttas med pulka.
Funktionen hos vapnet var oklanderlig, men vikten gjorde vapnet mycket otympligt då man snabbt behövde byta eldställning. Under andra världskriget monterades oftast plåten bort. Ryssarna arbetade därför från 1920-talet med att ersätta den med en lättare kulspruta, varvid Degtjarovkulsprutan utvecklades. Stora mängder PM M1910 fanns dock kvar i ryska armén även efter andra världskriget. Kulsprutan har även varit i tjänst i polska och finska armén.

## Bildgalleri

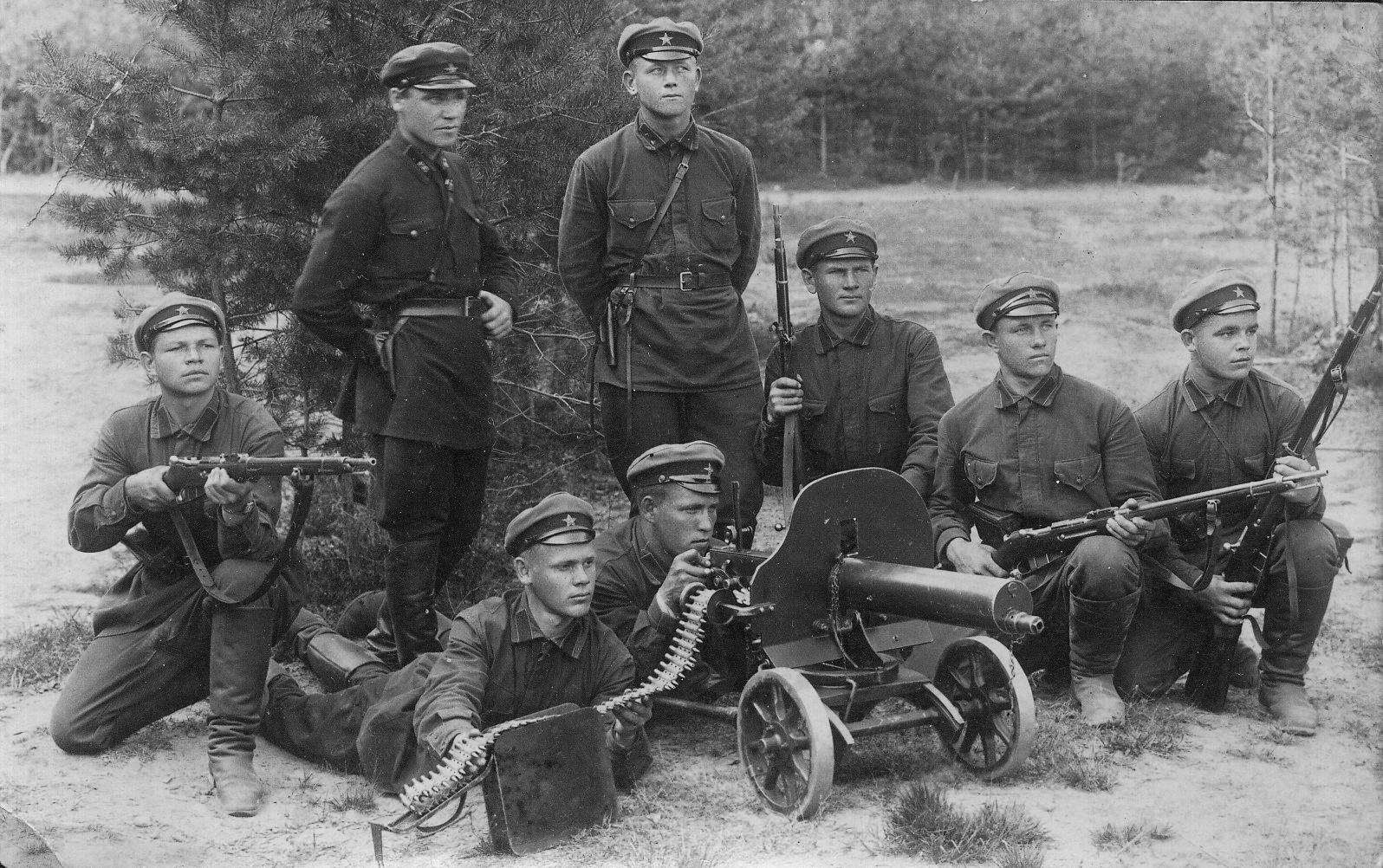
Sovjetisk kulsprutegrupp med PM M1910.
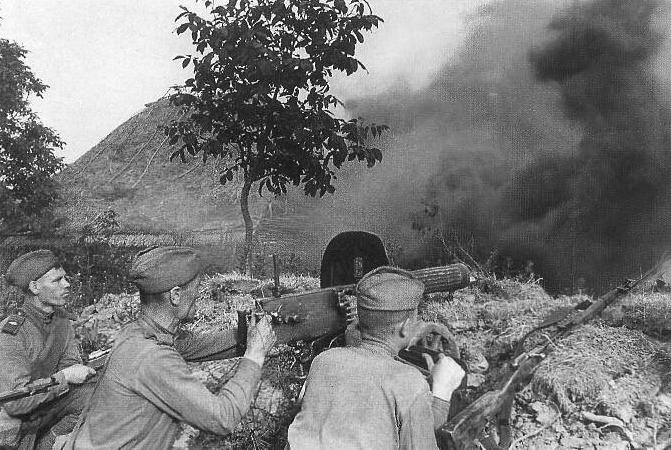
PM M1910 under slaget vid Kursk.
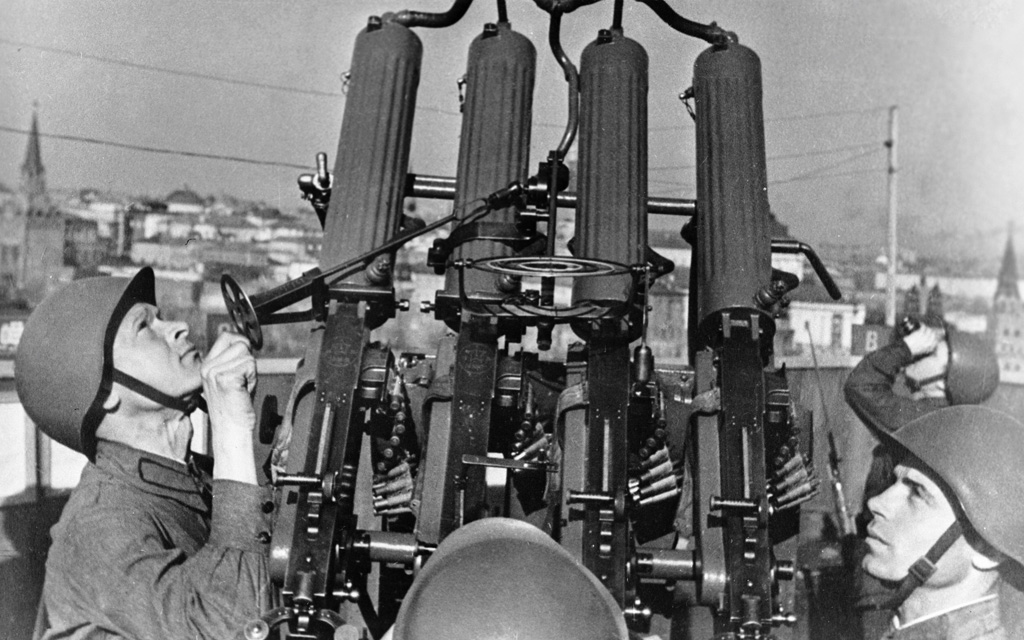
Kvadrupel PM M1910 för luftvärnseld.
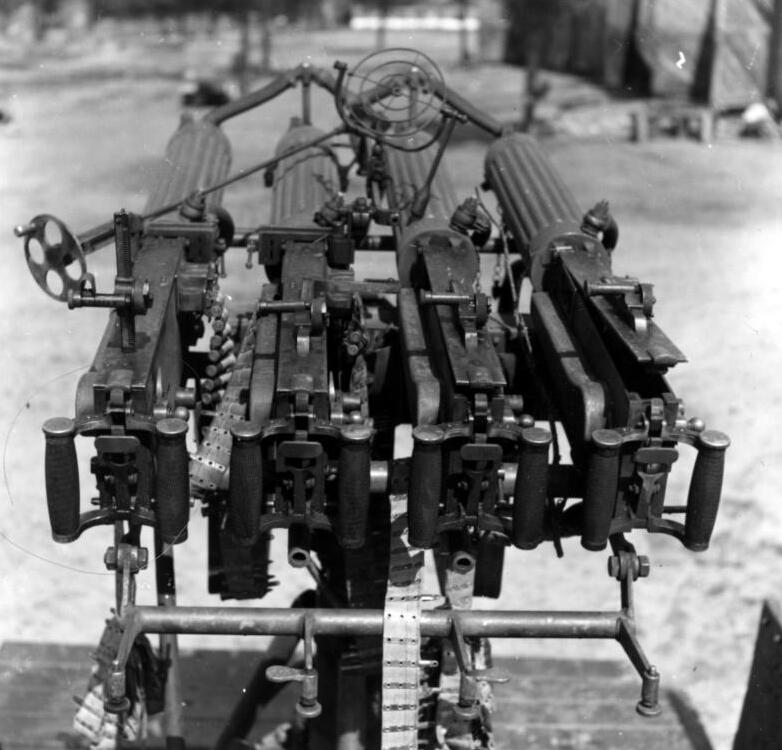
Kvadrupel PM M1910 för luftvärnseld.